# Polyscias mayottensis
Polyscias mayottensis là một loài thực vật có hoa trong Họ Cuồng cuồng. Loài này được Lowry, O.Pascal & Labat miêu tả khoa học đầu tiên năm 1999.